# Campeonato Europeu de Patinação Artística no Gelo de 1928
O Campeonato Europeu de Patinação Artística no Gelo de 1928 foi a vigésima sétima edição do Campeonato Europeu de Patinação Artística no Gelo, um evento anual de patinação artística no gelo organizado pela União Internacional de Patinação (em inglês:  International Skating Union) onde os patinadores artísticos competem pelo título de campeão europeu. A competição foi disputada na cidade de Opava, Tchecoslováquia.

## Eventos
- Individual masculino

## Medalhistas
| Evento                        | Ouro                  | Prata                  | Bronze                    |
| Individual masculino detalhes | Willy Böckl · Áustria | Karl Schäfer · Áustria | Otto Preißecker · Áustria |

## Resultados

### Individual masculino
| Pos.              | Nome              | Nacionalidade   |
| ----------------- | ----------------- | --------------- |
| Medalha de ouro   | Willy Böckl       | Áustria         |
| Medalha de prata  | Karl Schäfer      | Áustria         |
| Medalha de bronze | Otto Preißecker   | Áustria         |
| 4                 | Ludwig Wrede      | Áustria         |
| 5                 | Rudolf Praznowski | Tchecoslováquia |
| 6                 | Otto Zappe        | Tchecoslováquia |
| 7                 | Wilhelm Czech     | Tchecoslováquia |

## Quadro de medalhas
| Ordem | País    | Medalha de ouro | Medalha de prata | Medalha de bronze |   | Ordem por total |
| ----- | ------- | --------------- | ---------------- | ----------------- | - | --------------- |
| 1     | Áustria | 1               | 1                | 1                 | 3 | 1               |
| TOTAL | TOTAL   | 1               | 1                | 1                 | 3 | —               |